# لورا آن غيلمان
لورا آن غيلمان (بالإنجليزية: Laura Anne Gilman)‏ (أغسطس 1967، نيوجيرسي في الولايات المتحدة)؛ كاتِبة وروائية أمريكية.